# Virtueel slagveld
Een virtueel slagveld (Engels: virtual battlefield) is een digitale simulatie van een militaire operatie. Over het algemeen wordt dit bereikt door het combineren van diverse simulatoren in één virtuele werkelijkheid. Iedere soldaat en elk voertuig in de virtuele omgeving wordt bestuurd door een mens. Het DARPA en andere Amerikaanse overheden zijn lang op zoek geweest naar een goed functionerend virtueel slagveld, als een aanvulling op traditionele militaire oefeningen.

## Computerspellen
In relatie tot computerspellen wordt de term “virtueel slagveld” gebruikt voor spellen die twee of meer soorten voertuigsimulaties combineren in één multiplayer spel of massive multiplayer spel. Dit kan betekenen dat een first-person shooter en voertuigsimulatie worden gecombineerd in één multiplayer spel of massive multiplayerspel.
Een van de zaken waarop een virtueel slagveld zich onderscheidt van een first-person shooter is de grootte van het virtuele landschap. Omdat de spelers de beschikking hebben over vlieg-, voer- en vaartuigen, zijn de virtuele landschappen in het spel over het algemeen aanzienlijk groter dan bij een first-person shooter. Een voorbeeld zijn de landschappen van Operation Flashpoint. De standaard landschappen in dit spel beslaan circa 100 km² en op het internet kunnen extra landschappen worden gevonden die meer dan 625 km² beslaan.
Voorbeelden van computerspellen in het genre “virtueel slagveld” zijn:
- De Battlefield-series
- Operation Flashpoint en de opvolgers Armed Assault, ArmA 2 en ArmA 2: Operation Arrowhead en de uitbreidingspakketten ervan.
- Virtual Battlespace System 1 en opvolger Virtual Battlespace System 2 (cognitieve trainer)
- World War II Online

World War II Online is tot nu toe het enige spel waarvan wordt geclaimd dat het een massive multiplayer virtueel slagveld is.
MicroProse heeft met de spellen “Tank Platoon!” en “Gunship!” de intentie gehad om zeer gedetailleerde simulaties in één virtuele omgeving te laten afspelen. Het spel Gunship! is daadwerkelijk op de markt verschenen, maar met het stopzetten van de ontwikkeling van het spel “Tank Platoon!” is een einde gekomen aan de plannen van MicroProse.

## Militaire simulatie
Militaire simulaties worden al langere tijd met elkaar gekoppeld. Bekende technische methodieken om verschillende simulatoren te combineren tot één systeem zijn High Level Architecture (HLA) en Distributed Interactive Simulation (DIS)
De laatste jaren lijkt een vervaging te ontstaan in de grens tussen computerspel en militaire simulatie. Voorbeelden van computerspellen die zijn doorontwikkeld tot trainingssoftware zijn Operation Flashpoint van Bohemia Interactive Studio (doorontwikkeld naar Virtual Battlespace System) en Steel Beasts, een tanksimulatie van eSim Games (doorontwikkeld naar Steal Beasts Pro).
Steel Beasts Pro voldoet op zichzelf niet aan de eerdergenoemde definitie van een virtueel slagveld, maar met de toevoeging van HLA kunnen Steel Beasts Pro en Virtual Battlespace 1 worden gecombineerd tot één virtueel slagveld.